# Festival dos Fantasmas

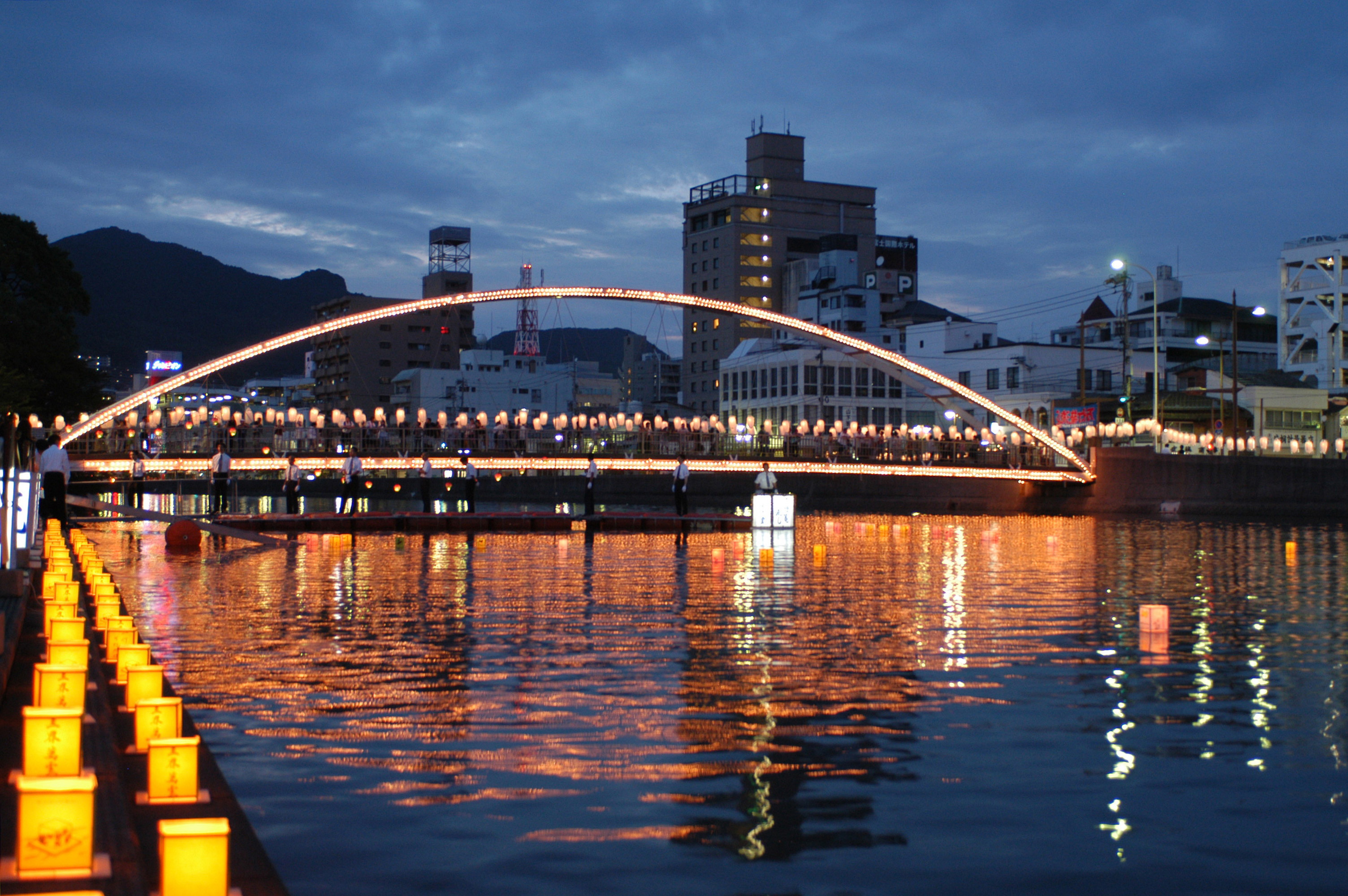
Decoração do Festival dos Fantasmas no Japão.

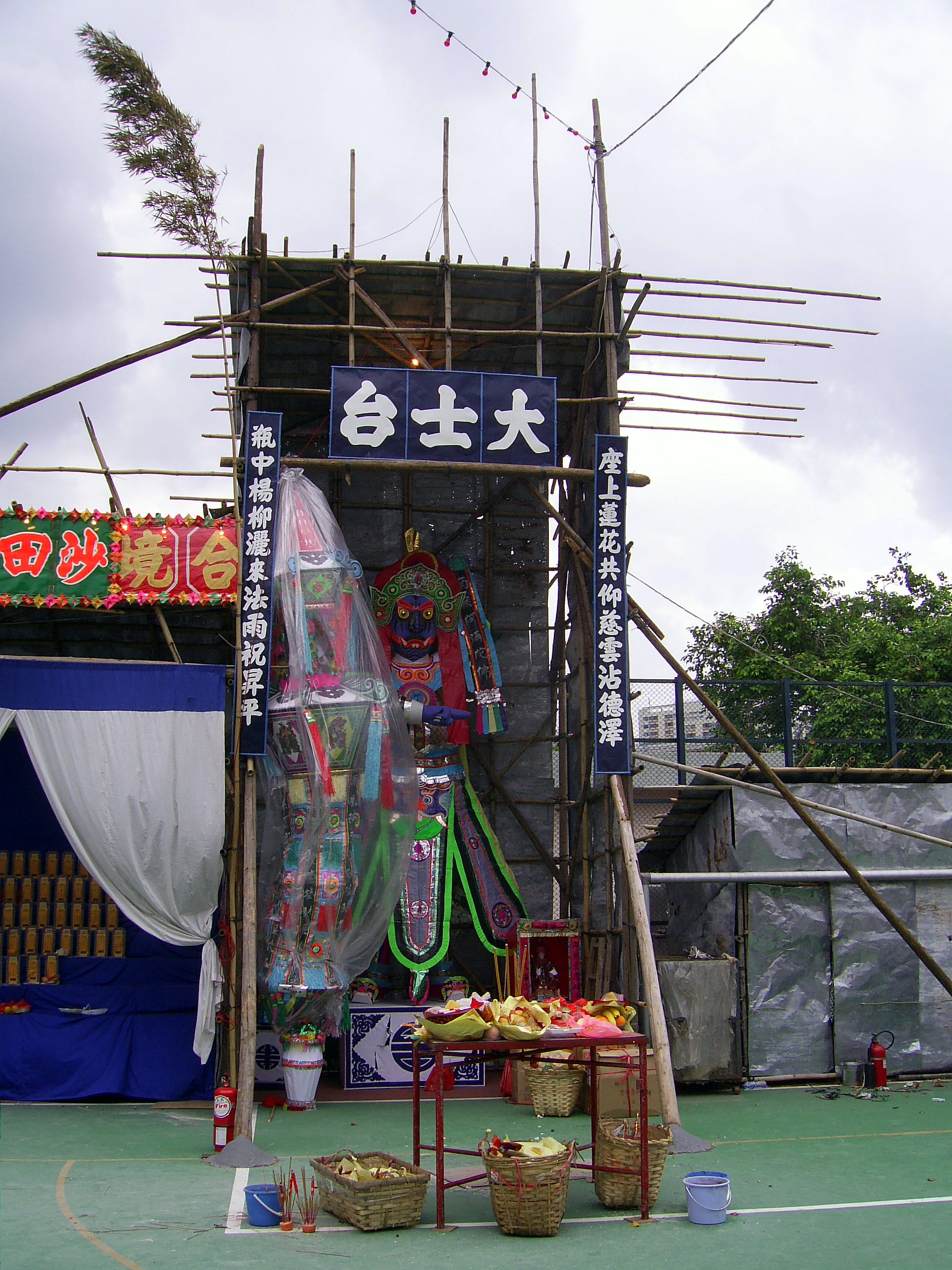
Uma efígie de papel do Rei Fantasma em Shatin, Hong Kong

O Festival dos fantasmas (盂蘭 ou Yu Lan em língua chinesa), também conhecido como Festival dos Fantasmas Famintos, é um festival celebrado na China na 15ª noite do 7º mês do calendário chinês, segundo a tradição, é nesse dia que os espíritos ancestrais saem do submundo, as celebrações incluem incenso e queima de papel machê, além de jantares vegetarianos com cadeiras vazias para os espíritos.
A celebração também é praticada em outros países, na Malásia geralmente incluem espetáculos chamados Getai, em Taiwan o festival ganha um aspecto mais religioso com a abertura de portas dos templos, no Japão o dia é chamado de Festival Bon, sendo feriado em várias partes do país, é vista como uma data de reunião da família. 